# Génération, Hommage à Saint-Exupéry
Génération, Hommage à Saint-Exupéry est une sculpture contemporaine de Maxime Descombin représentant deux éclairs en métal, installée en 1969 à Ambérieu-en-Bugey dans l'Ain.

## Genèse
« Génération, Hommage à Saint-Exupéry » est une série de sculptures en hommage à Antoine de Saint-Exupéry réalisée à partir de 1947-1949 par Maxime Descombin (Le Puley 1909 - Mâcon 2003). Une maquette de 1948 est conservée au musée des Ursulines de Mâcon.

## Description
L'obligation légale dite du « 1 % artistique » qui impose de consacrer 1 % du coût total d'une construction d'infrastructure, implique la réalisation de cette version de 5 m de haut, à l'occasion de la réalisation du collège Saint-Exupéry d'Ambérieu-en-Bugey.
Fabriqué en acier inoxydable, elle est constituée de deux éclairs entremêlés qui symboliseraient le dynamisme. À l'origine, elle tournait sur son socle selon le vent : ce dispositif semble dysfonctionner en 2014.